# 波斯酒

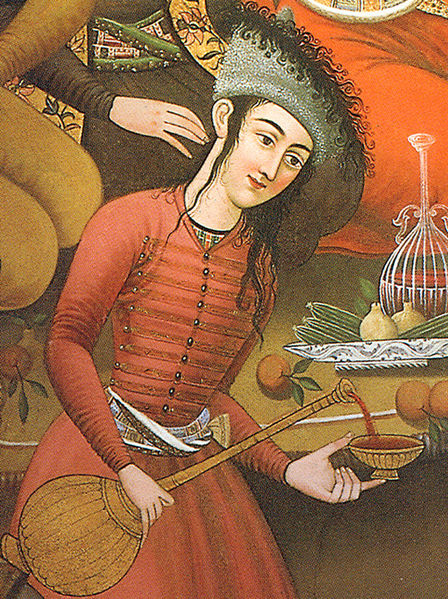

波斯酒（波斯文：‎ 或 ‎）是波斯的文化象征和传统，在波斯神话、波斯文学和波斯细密画中是一个显著的存在。

## 历史
最近的考古发现显示波斯酒的历史比20世纪的作家的想象更为久远。对位于扎格罗斯山脉的Godin Tepe遗址的发掘显示公元前3100至公元前2900年的陶制容器中含有酒石酸，几乎可以肯定酒的存在。更早的证据是在同样位于扎格罗斯山脉的Hajji Firuz Tepe遗址发现的。麦戈文使用化学分析法分析了一个新石器时代的罐子（公元前5400年至公元前5000年）中的遗留物，其中含有浓度很高的酒石酸，再一次证明了葡萄制作的酒的存在。 